# Википедија на узбечком језику
Википедија на узбечком језику (узб. Ўзбекча Википедия, Oʻzbekcha Vikipediya) је издање бесплатне онлајн енциклопедије Википедије на узбечком језику. Основана је у децембру 2003. Чланци у издању на узбекистанском језику писани су латиничним писмом. У августу 2012. додат је претварач латинице у ћирилицу како би се омогућило корисницима да прегледају странице узбечке Википедије и на латиничном и на ћириличном писму.
Иако се процењује да узбечки говори око 37 милиона људи, а Узбекистан има скоро 17 милиона корисника интернета, нема много активних уредника на узбечкој Википедији и већина постојећих чланака је лошег извора. Од почетка 2012. године, међутим, приметно је повећан и број активних корисника и добро написаних чланака. У последње време расте и посета енциклопедији. Посебно у мају 2022, активност је порасла на више од 500 активних корисника, а активност се више него удвостручила од 2019. до 2022. године, са 1.100 на скоро 1.920 корисника у 2021. Почетком 2013. Википедија на узбечком језику је заузела прво место међу различитим издањима Википедије по годишњем порасту прегледа страница. Тренутни број чланака на узбекистанској Википедији је 293.045.
Википедија на узбечком језику је блокирана у Узбекистану негде крајем 2011. Док су разлози блокаде били неоткривени, неки су претпоставили да је енциклопедија блокирана јер је узбекистанска влада била забринута због појаве чланака који критикују њене поступке. Други су спекулисали да је Википедија на узбечком језику блокирана једноставно као „чин представе“ јер је влада Узбекистана видела садржај на узбечком језику као предмет њене надлежности. Блокада није била јака: страницама Википедије на узбечком језику се могло приступити преко HTTPS везе. Стога је 2013. Гугл почео да индексира странице Википедије на узбечком језику са HTTPS стандардом. Тренутно корисници у Узбекистану могу без проблема да приступе страницама Википедије на узбечком језику. 2022. почео је маратон ВикиСтипендија, у сарадњи са узбекистанском владом, што је резултирало великим растом Википедије на узбечком језику у смислу чланака и енциклопедијске покривености, уз побољшање њеног квалитета, величине заједнице и досега у узбекистанском друштву.

## Историја
Википедија на узбечком језику је покренута у децембру 2003. Прва измена је направљена на главној страници енциклопедије 21. децембра 2003. Током 2004. Википедија на узбечком језику је углавном остала неактивна. Међутим, 2005. енциклопедија је постепено почела да расте.
Негде крајем септембра и почетком октобра 2011, Википедија на узбечком језику је блокирана у Узбекистану. Упркос блокади, енциклопедија је почела брзо да расте 2012. године. Током те исте године бот је коришћен за креирање великог броја чланака. У 2013. години, други бот је коришћен за додавање свих чланака Националне енциклопедије Узбекистана на узбекистанску Википедију.
Огледало Википедије на узбечком језику постављено је 2008. Направљен је да смањи међународни саобраћај за кориснике интернета у Узбекистану. Међутим, блокаде су спуштене од јуна 2012.

### Викиконференције
Прва Викиконференција (узб. Vikimajlis) организована је 2007. од стране уредника узбекистанске Википедије организован је на Ташкентском универзитету за информационе технологије. Међу учесницима су били и они који раније нису уређивали Википедију.

### Викилето
2008, Викилето (узб. VikiYoz) такмичење је организовано уз финансијску подршку Узинфоцома, агенције Државног комитета за комуникације, информатизацију и телекомуникационе технологије Узбекистана. Главни циљ такмичења био је да допринесе ширењу и развоју узбекистанске Википедије. Међутим, мало људи је показало интересовање за Викилето и такмичење није било успешно.

### ОзодВики
У фебруару 2014. Узбекистански сервис Радио Слободне Европе, локално познат као Озодлик радиоси, покренуо је пројекат ОзодВики како би допринео развоју узбекистанске Википедије. Широк спектар чланака, укључујући интервјуе са активним уредницима, рецензије постојећих чланака, и лекције о уређивању Википедије објављени су у оквиру пројекта. Поред тога, одабране речи и фразе које су коришћене у извештајима Озодлик радиоси биле су хиперлинковане са одговарајућим уносима на узбекистанској Википедији ради популаризације енциклопедије. Пројекат ОзодВики је био „од обостране користи, омогућавајући корисницима Озодлика да кликну на проширене изворе информација, док је популаризовао Википедију тако што је покретао нове теме и публику на њихов начин“. У оквиру пројекта објављена су укупно 33 јединствена чланка. Последњи ОзодВики чланак објављен је у јануару 2016.
У кратком временском периоду пројекат ОзодВики је показао позитиван утицај на узбекистанску Википедију. Иако је мало вероватно да су све промене које су се десиле након покретања ОзодВикија директан резултат пројекта, већина ових промена се догодила док је пројекат био у току. Док је главна страница узбекистанске Википедије у јануару 2014. прегледана 20.368 пута, у марту исте године 56.274 пута. У марту 2013, главна страница је посећена 20.403 пута. У априлу 2014. главна страница је прегледана рекордних 136.592 пута. У априлу 2013, главна страница је посећена само 12.134 пута.

### ВикиСтипендија
У мају 2022. године, Агенција за питања младих Републике Узбекистан покренула је ВикиСтипендију (узб. WikiStipendiya) уређивачки маратон у сарадњи са Агенцијом за информисање и масовне комуникације при администрацији председника Републике Узбекистан, Саветом младих уметника, и Викимедијанци корисничке групе на узбечком језику. Уређивачки маратон је инспирисан декретом Шавката Мирзијојева о побољшању присуства узбекистанског језика у дигиталном свету.
Назив пројекта је саставни део речи „вики“ и „стипендија“. Фокусира се на подстицање креирања садржаја на узбекистанској Википедији, посебно од стране ученика, али није ограничен ни на једну групу. Други циљ је повећање броја уредника на викијима на узбекистанском језику.
Према Нодиру Атајеву, дугогодишњем узбекистанском википедијанцу из Киргистана, владине агенције су већ пре 2022. почеле да проверавају узбекистанску Википедију и праве различите узорке чланака, схватајући тако да је узбекистанска Википедија део дигиталног света. Након инспекције, људи из Агенције за питања младих контактирали су узбекистанске администраторе и Википедијанце за могућност сарадње, која се материјализовала на конкурсу ВикиСтипендија 2022. Такође је приметно да је чак и председник Узбекистана Шавкат Мирзијојев честитао узбекистанској заједници на такмичењу, у говору 30. јуна 2022.
Од почетка конкурса, број нових чланака је скочио у распону од 200 до 400 чланака дневно, а направљено је и много виталних чланака. Дана 3. јула 2022, узбекистанска Википедија је достигла 150.000 чланака. Узбекистански је 2. августа 2022. достигао 159.000 чланака, након што је нагон за стварањем чланака о археолошким налазиштима у Узбекистану дао скоро 3.000 чланака тог дана. У првој недељи августа узбекистанска Википедија је спровела програм ВикиОромго (ВикиКамп), чији су домаћини били Агенција за питања младих и локални Викимедијанци који служе младим Википедијанцима. Пројекат је додао више од 8 хиљада чланака за недељу дана и део је ВикиСтипендије, док је тих 8 хиљада чланака распоређено у многим тематским целинама.
Википедија на узбечком језику је 26. новембра 2022. достигла 200.000 чланака, након неколико хиљада чланака, од којих су многи о насељима у Турској, Азербејџану и Таџикистану, као и о многим другим темама, током другог ВикиКампа, који се одржава од 23. 29. новембар 2022. 29. јуна 2024. достигли су 300.000 чланака.

## Политике

### Скрипта
Док су чланци на узбекистанској Википедији написани латиничним писмом, историјски је узбечки језик користио много различитих алфабета. Пре 1928. писмено становништво је писало узбечки језик арапским писмом. Између 1928. и 1940. писана је латиничним писмом које се разликовало од латиничног писма које се данас користи. Почевши од 1940. године, узбечки језик је почео да се пише ћириличним писмом, које је остало преовлађујући облик писања до 1993. године.
Ново латинично писмо је уведено у узбечки језик након што је Узбекистан стекао независност од Совјетског Савеза. Тренутно се латинично писмо користи у школским и универзитетским уџбеницима, неким новинама и неким званичним листовима. Од 2004. године неки званични веб-сајтови прешли су на употребу латиничног писма када се пише на узбекистанском. Међутим, употреба ћирилице је и даље распрострањена, посебно међу старијим Узбецима и међу Узбецима који живе у другим земљама.
Тренутно, узбекистанска Википедија има функцију („викификатор“) која омогућава уредницима да лако конвертују ћирилични текст у латиницу током уређивања. У августу 2012. додат је претварач латинице у ћирилицу како би се омогућило корисницима да прегледају странице узбекистанске Википедије и на латиничном и на ћириличном писму.

### Друге политике
Док је на енглеској Википедији аутоматски потврђен статус потребан за премештање страница, уређивање полузаштићених страница и отпремање датотека, у издању на Узбекистану ове радње нису ограничене. Тренутно постоји 11 администратора на узбекистанској Википедији.

## Статистика
Број чланака на узбекистанској Википедији достигао је 10.000 5. јуна 2012. 10.000. чланак је био о компасу. Месец дана касније, 5. јула 2012, број чланака у енциклопедији достигао је 20.000. 20.000. чланак је био на тему метеорологије. Узбекистанска Википедија достигла је 50.000 чланака 8. новембра 2012. 50.000. чланак је био о квадратним једначинама. Енциклопедија је достигла 100.000 чланака 20. марта 2013. 100.000. чланак је био о радној снази. Ова повећања броја чланака су углавном постигнута уз помоћ ботова.
Од септембра 2024, Википедија на узбечком језику има 293.045 чланака. Има 168.816 корисника, од којих је 436 извршило најмање једну измену у последњих 30 дана. Тренутно само 11 корисника има администраторска права. Укупан број страница на узбекистанској Википедији (укључујући странице за разговор, категорије итд.) је 1.101.660. Укупан број измена је 5.458.774. Дубина уређивања узбекистанске Википедије, која је груби показатељ квалитета сарадње енциклопедије, је 33.6. На основу листе чланака које свака Википедија треба да има, узбекистанска Википедија заузима 64. место. Од 2018. године број активних корисника се више него удвостручио, са 785 у 2018. на скоро 2.000 у 2021. години, а број прегледа страница је порастао на чак 9 милиона приказа страница у 2022, а у новембру 2022. број прегледа страница Википедије на узбечком језику у Узбекистану је по први пут надмашила оне на руском, а узбекистанска је током овог месеца прикупила 11,4 милиона прегледа страница у Узбекистану.
Такође постоји око 60 хиљада прегледа страница месечно на узбекистанској Википедији из Киргистана и Казахстана, због великог броја Узбека који тамо живе. Неколико хиљада прегледа страница такође је забележено у Туркменистану и Таџикистану, где постоје значајне узбекистанске мањине.
| Датум             | Чланци  |
| ----------------- | ------- |
| 15. јануара 2006  | 100     |
| 24. маја 2006     | 500     |
| 28. маја 2006     | 1000    |
| 5. јун 2012       | 10 000  |
| 5. јул 2012       | 20 000  |
| 31. јул 2012      | 30 000  |
| 27. август 2012   | 40 000  |
| 8. новембар 2012  | 50 000  |
| 29. новембар 2012 | 60 000  |
| 4. јануара 2013   | 70 000  |
| 13. фебруар 2013  | 80 000  |
| 10. март 2013     | 90 000  |
| 20. март 2013     | 100 000 |
| 26. новембар 2022 | 200 000 |
| 24. јуна 2024     | 300 000 |

## Цензура
Цела Википедија је два пута накратко блокирана у Узбекистану, 2007. и 2008. године. Узбекистанска Википедија је била блокирана у Узбекистану крајем септембра и почетком октобра 2011, али је привукла пажњу међународне штампе тек крајем фебруара 2012, након извештаја Радио Слободне Европе о блокади 16. фебруара 2012. У почетку су корисници Интернета у Узбекистану који су покушавали да приступе страницама на узбекистанском језику преусмерени на мсн.цом компаније Мајкрософт. Касније странице енциклопедије једноставно нису успеле да се учитају. Корисници у Узбекистану су лако могли да отворе чланке на Википедији на другим језицима, блокирани су само чланци на узбекистанском језику.
Разлог блокаде узбекистанске Википедије није откривен. Неки су изразили став да је енциклопедија блокирана јер је узбекистанска влада била забринута због појаве чланака који критикују њене поступке. Сара Кендзиор, америчка антропологиња, спекулисала је да је узбекистанска Википедија блокирана једноставно као „чин представе“ зато што влада Узбекистана види садржај на узбекистанском језику као под својом јурисдикцијом.
Блокада није била веома јака: чланцима на Википедији на узбекистанском језику могло се приступити преко HTTPS везе. Због тога је 2013. Гугл почео да индексира странице узбекистанске Википедије подразумевано HTTPS-ом, а посетиоци узбекистанске Википедије су почели да се аутоматски преусмеравају на HTTPS. Између 2013. и 2019., корисници у Узбекистану су генерално могли да приступају страницама узбекистанске Википедије без већих проблема. Влада Узбекистана је у мају 2019. деблокирала неколико веб-сајтова за вести и права, укључујући Глас Америке, BBC-јев узбекистански сервис, Amnesty International и Human Rights Watch. Корисници у Узбекистану се од тада нису суочили са проблемима приликом приступања узбекистанској Википедији.